# SNTB1
La beta-1-sintrofina es una proteína que en humanos está codificada por el gen SNTB1.

## Función
La distrofina es una proteína citoesquelética grande en forma de varilla que se encuentra en la superficie interna de las fibras musculares. La distrofina falta en los pacientes con distrofia muscular de Duchenne y está presente en cantidades reducidas en los pacientes con distrofia muscular de Becker. La proteína codificada por este gen es una proteína de membrana periférica que se encuentra asociada con la distrofina y las proteínas relacionadas con la distrofina. Este gen es miembro de la familia de genes de sintrofina, que contiene al menos otros dos genes relacionados estructuralmente.

## Interacciones
Se ha demostrado que SNTB1 interactúa con la distrofina.